# Sten Nordström
Sten August Karl Nordström, född 3 september 1840 i Lyrestads socken, Skaraborgs län, död 30 maj 1919 i Lyrestad, var en svensk hemmansägare och riksdagsman.
Nordström företog studieresor till Storbritannien 1864–1865 och 1868, var lärare vid lantbruksskola 1866–1867, mejeriinstruktör 1868–1869, jordbruksförvaltare 1870–1873, kvarnarrendator 1874–1879 och ägare till hemmanet Höglunda i Skaraborgs län från 1880. Han var ledamot i Ägodelningsrätten, nämndeman, kommunalordförande och landstingsman. 
Under sin tid som riksdagsman var Nordström ledamot av andra kammaren under åren 1894–1911, invald i Vadsbo norra domsagas valkrets. Han var suppleant i Bankoutskottet 1897–1901, suppleant i Bevillningsutskottet 1902, ledamot i särskilt utskott 1903 och i tillfälligt utskott 1904.